# سانتا كروث دي تنريفه

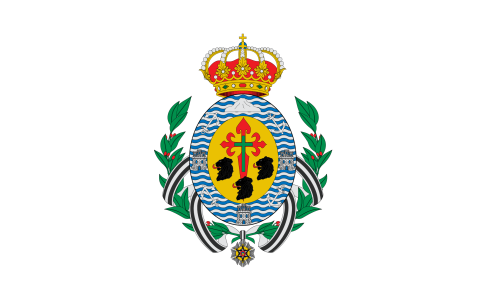
علم سانتا كروز دي تينيريفه

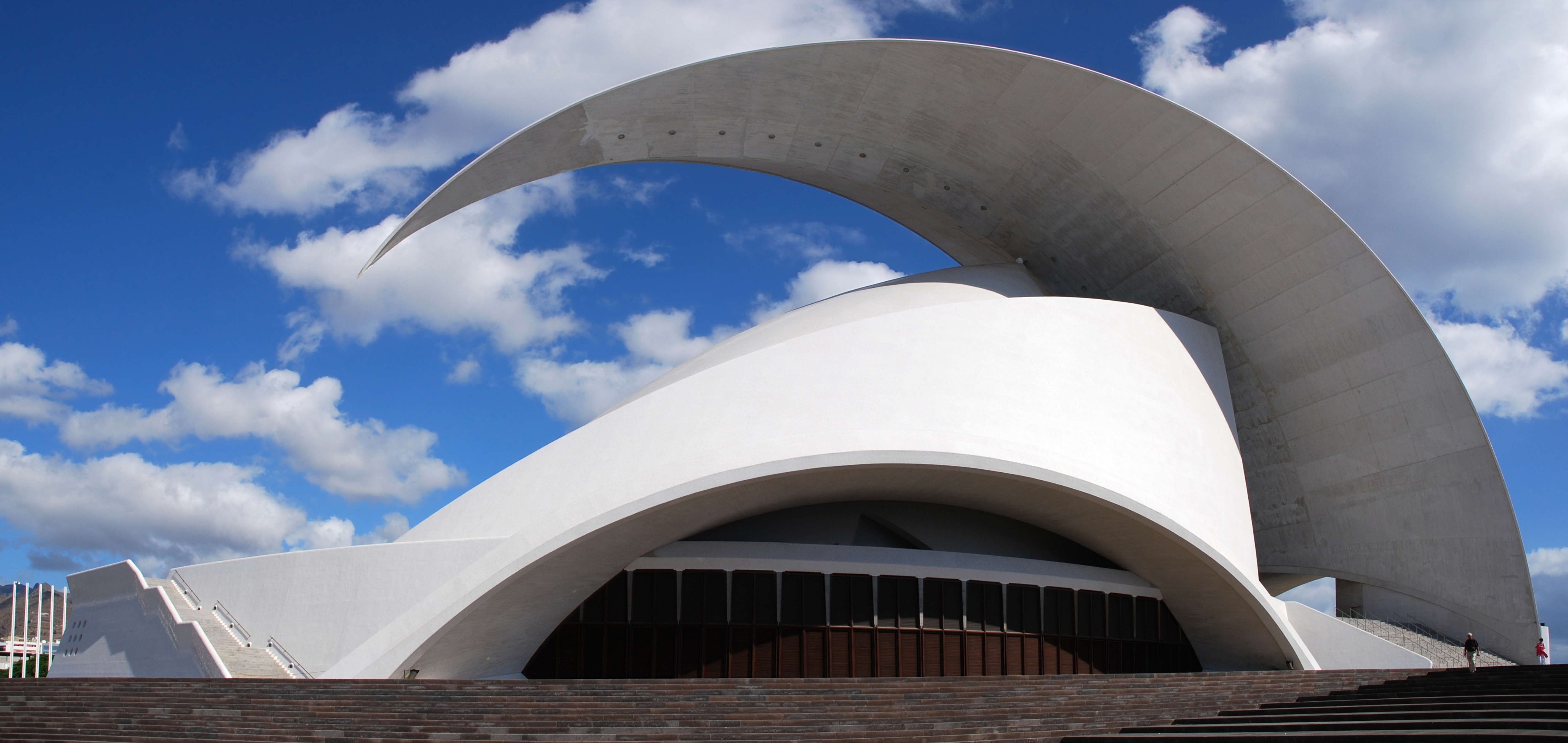
تنريف أوبرا (Auditorio de Tenerife)

سانتا كروث دي تِنِرِيفِه (بالإسبانية: Santa Cruz de Tenerife) هي مدينة إسبانية تقع شمالي شرق جزيرة تينريف عرض المحيط الأطلسي. هي عاصمة مقاطعة سانتا كروث دي تنريفه وجزر الكناري.
يعتمد اقتصاد سانتا كروث دي تنريفه بالأساس على السياحة بالإضافة إلى بعض الصناعات الكيماوية وتكرير النفط.
تأسست المدينة في عام 1494، وهو العام الذي بنيت الكنيسة للاحتفال بذكرى التأسيس. المدينة هي بوتقة تنصهر فيها الثقافات المختلفة، ويعطيها طابعها العالمي. يعيش في المدينة (جنبا إلى جنب مع السكان المحليين لكناريا) المهاجرين من أصول مختلفة : فنزويلا، وكولومبيا، وبيرو وبوليفيا، والهنود والعرب، وغيرهم.
المدينة لديها خمس دوائر إدارية ومنفذ من أهمية كبيرة، هي محور الاتصالات بين أوروبا وإفريقيا وأمريكا.

## الديموغرافيا
بلغ عدد سكان بلدية سانتا كروث دي تنريفه 222.271 نسمة عام 2011 (وفقاً للمعهد الوطني للإحصاء الإسباني).
| 203.787 | 213.050 | 217.415 | 221.567 | 220.902 | 222.417 | 222.271 |

## الجذب السياحي
- تنريف أوبرا
- ساحة إسبانيا
- متحف الطبيعة والإنسان
- توريس دي سانتا كروث
- كنيسة الحبل بلا دنس
- معبد سانتا كروث دي تينيريفه الماسوني
- مركز التاريخية

## توأمة
لسانتا كروث دي تينيريفه اتفاقيات توأمة مع كل من:
- ريو دي جانيرو
- سان أنطونيو
- قادس
- أراندا دي دويرو
- كاراكاس
- نيس
- Santa Cruz del Norte [الإنجليزية]‏
- غواتيمالا
- سانتو دومينغو

## معرض صور

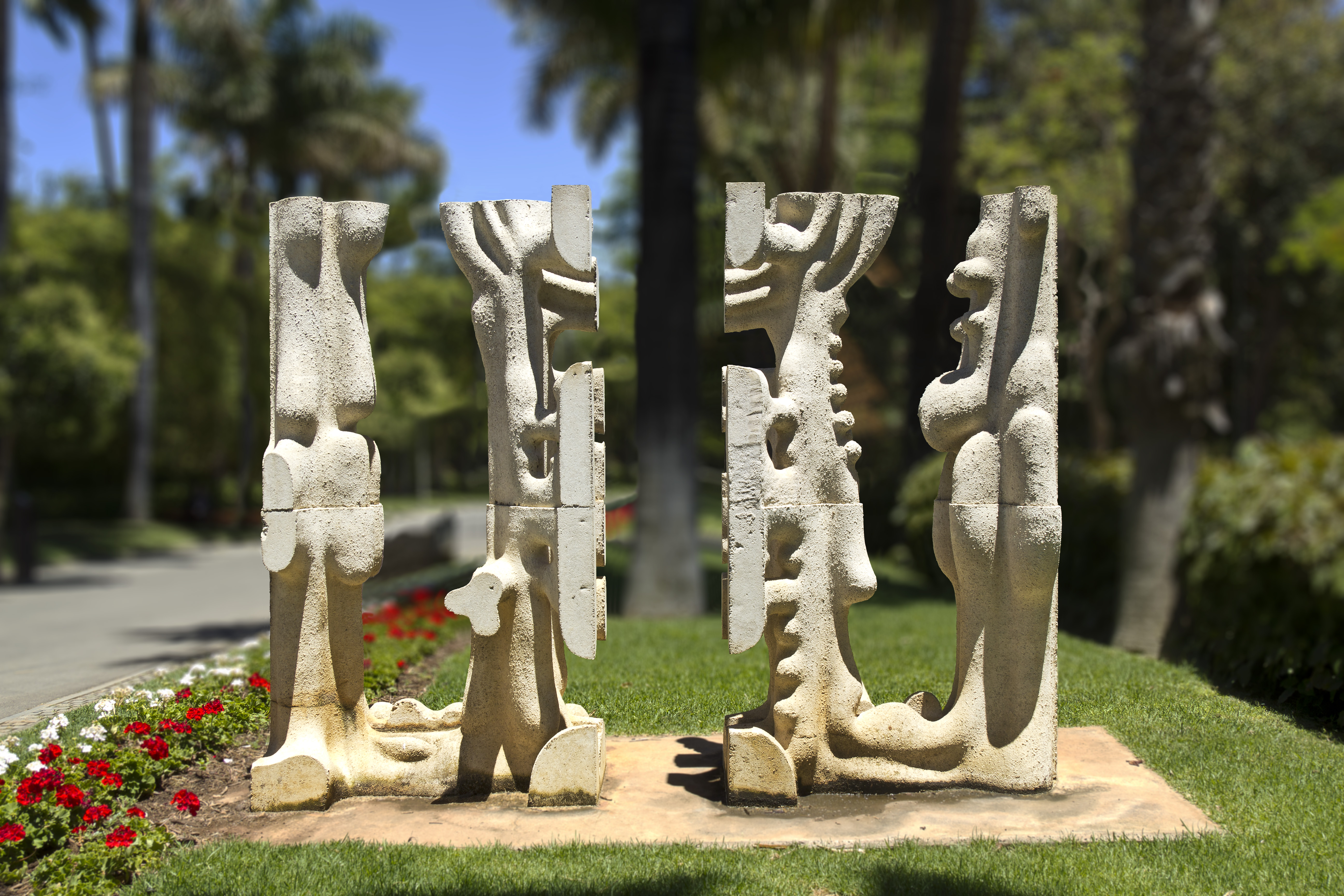
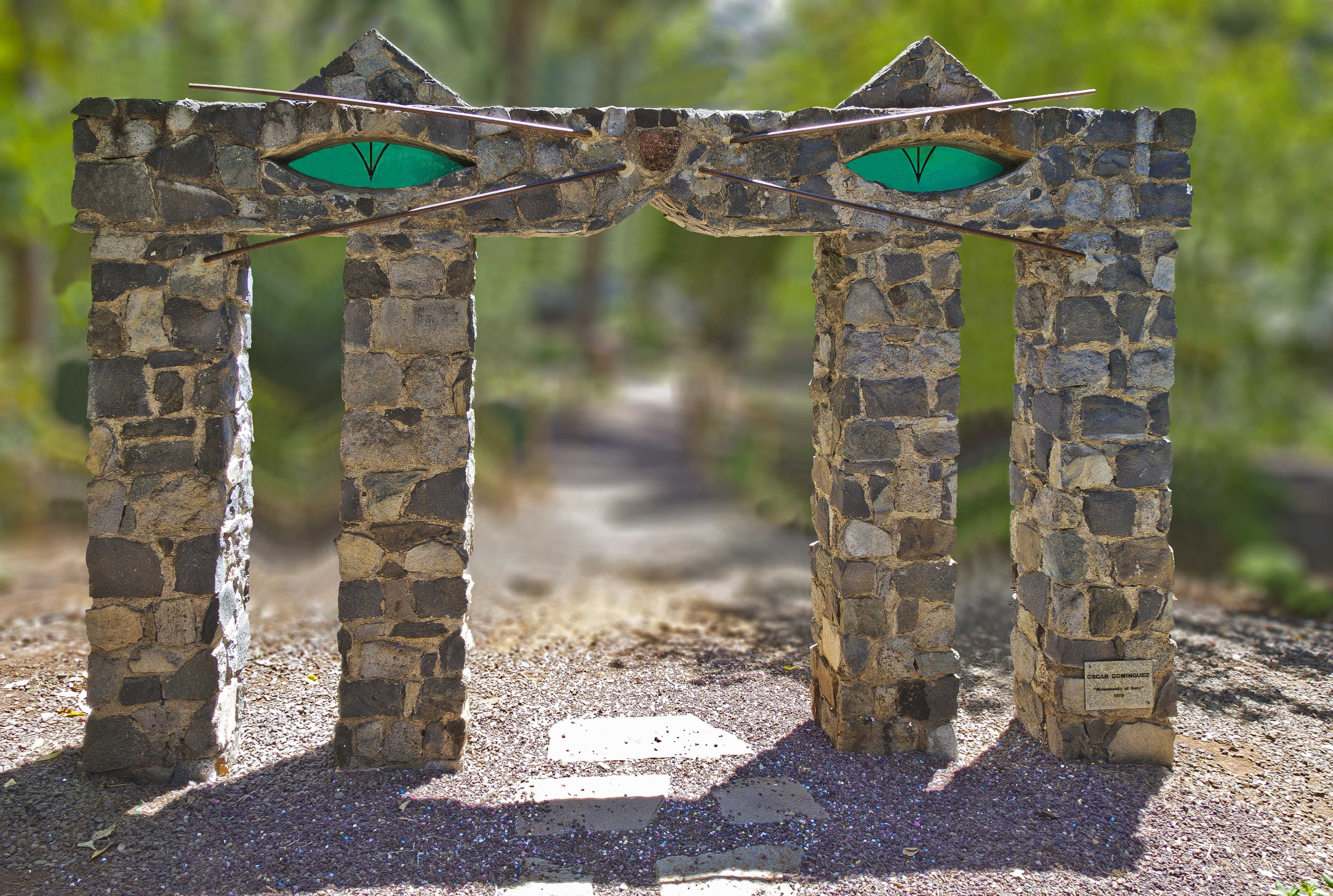
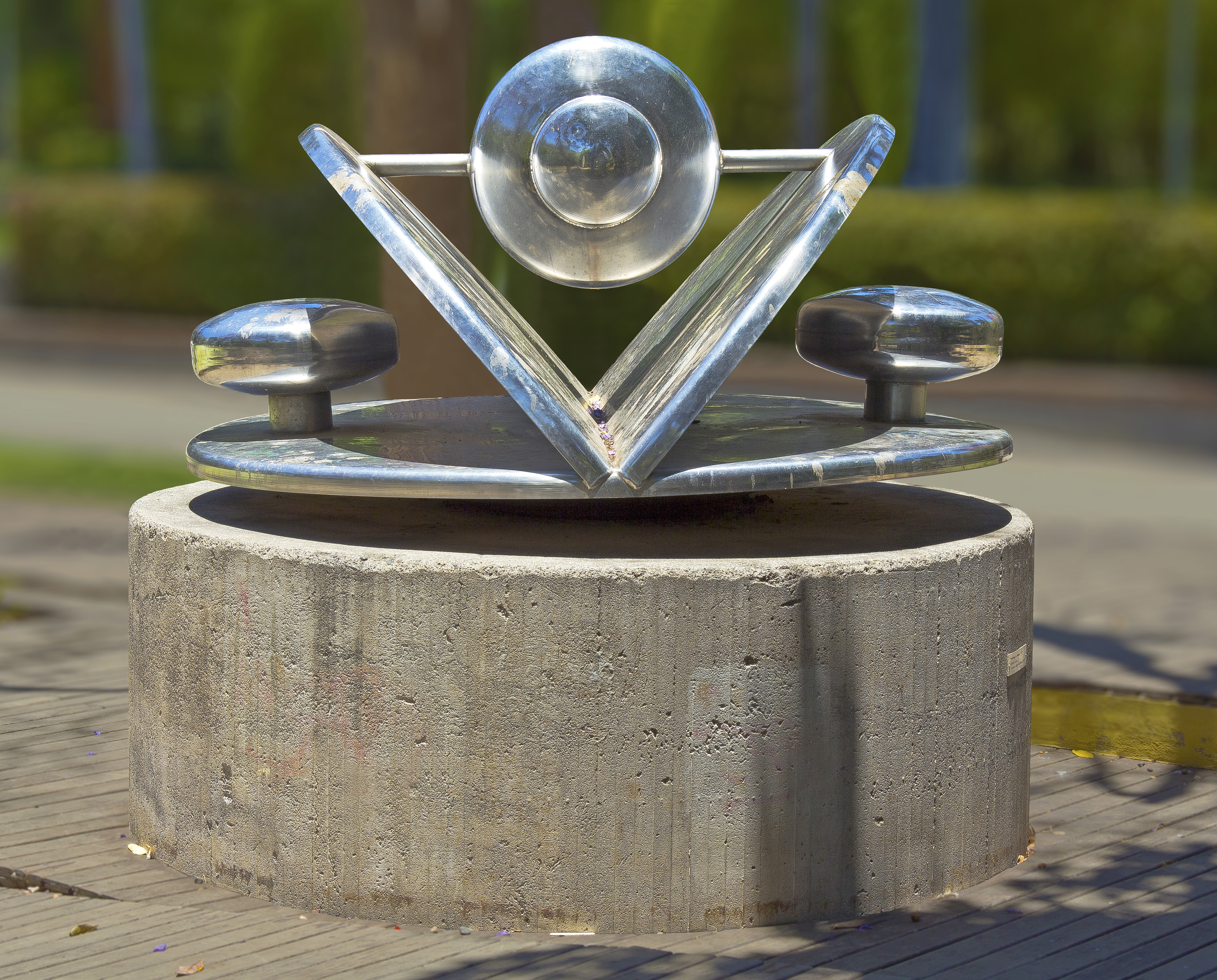
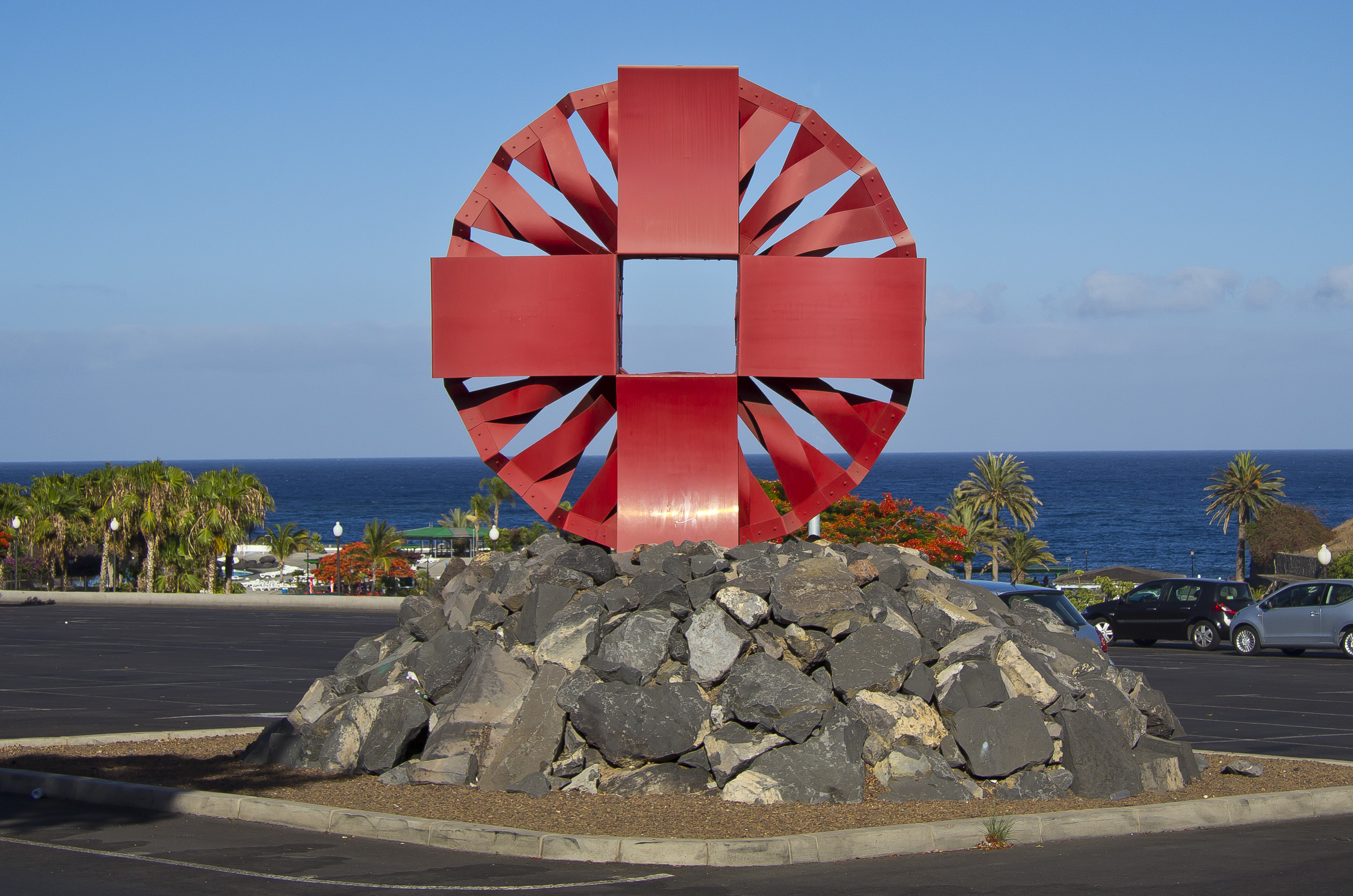
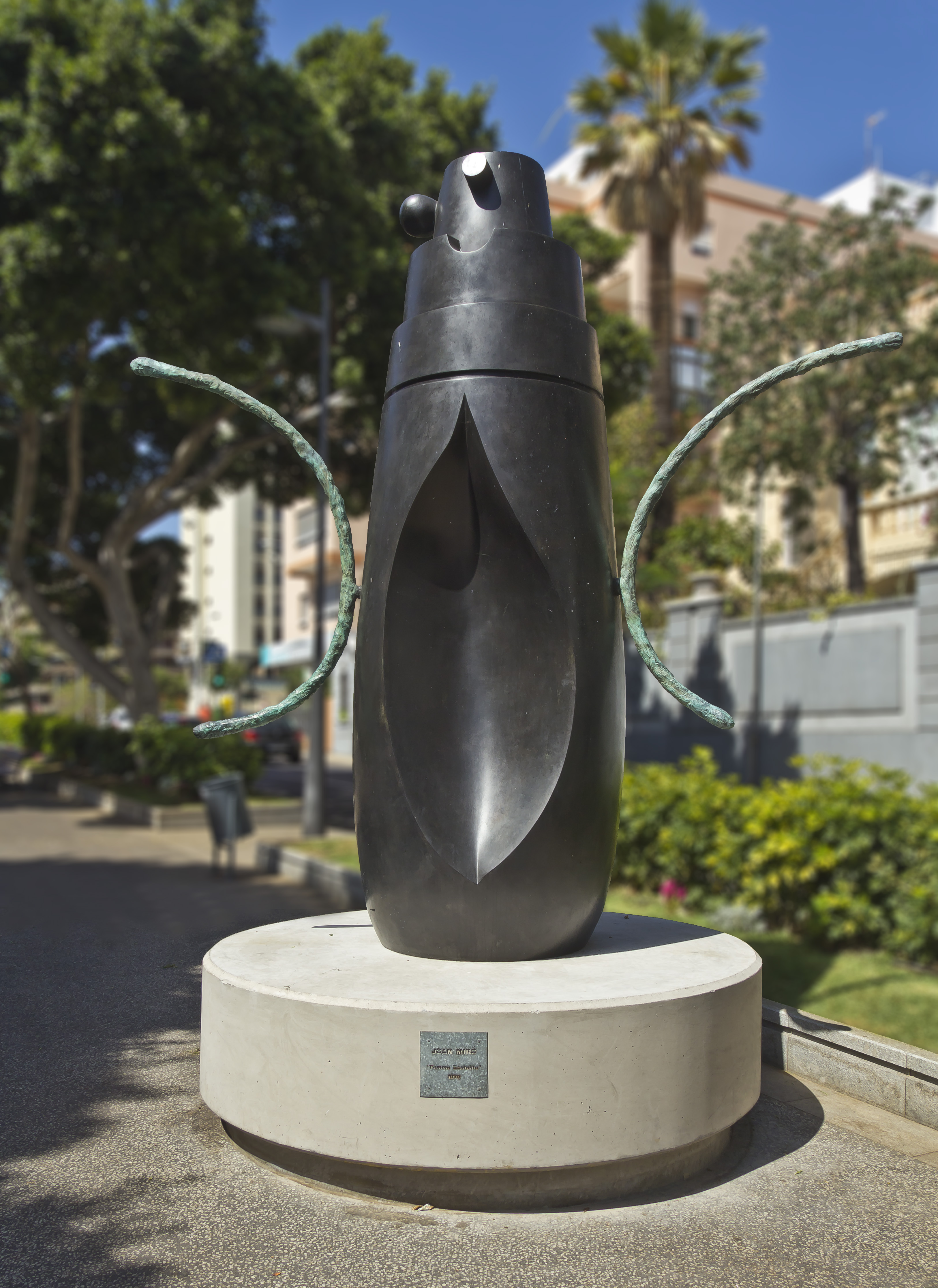
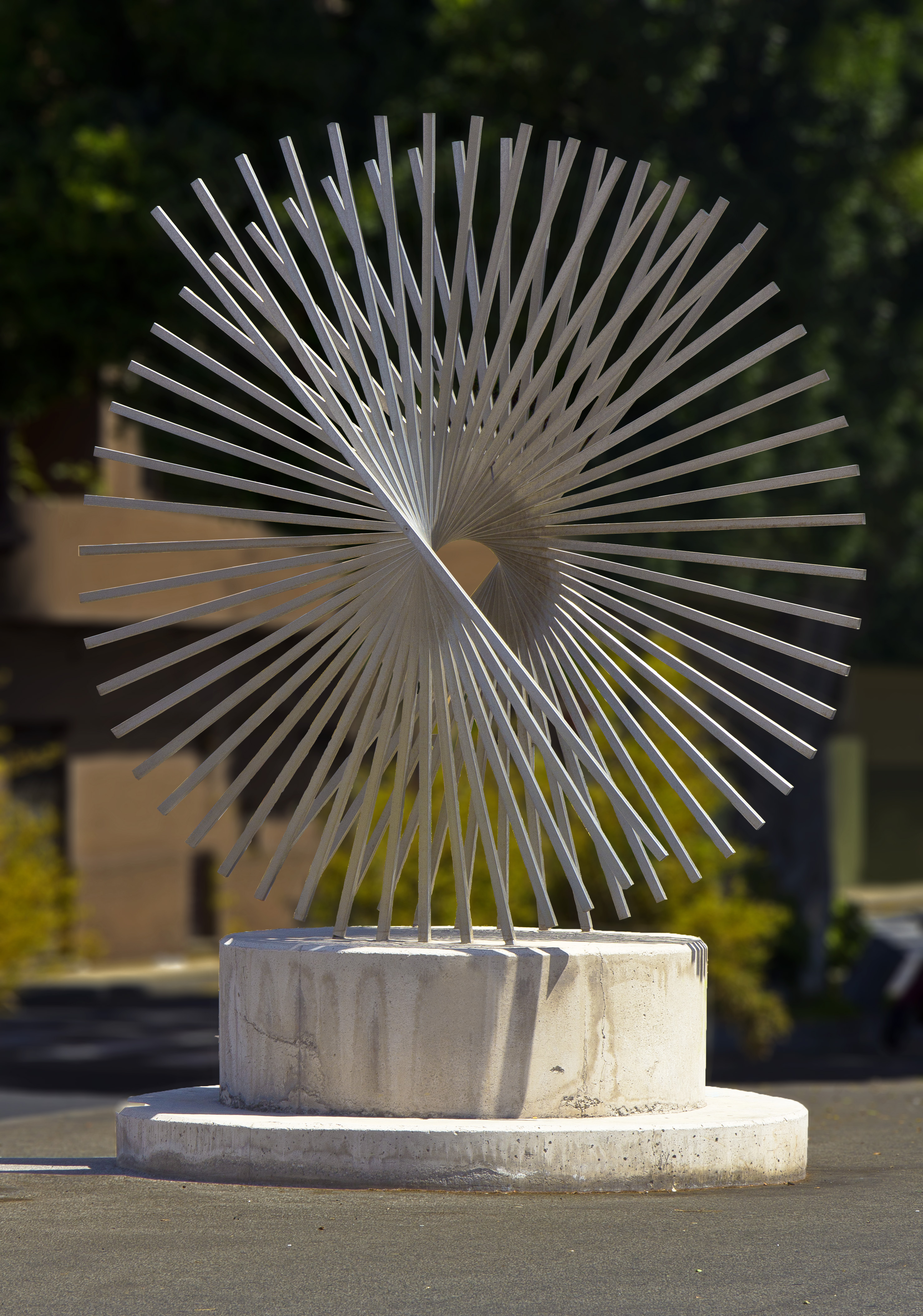

## أعلام
- رأس الكلب
- سابين ترتيل
- دومينغو لوبيز توريس
- لويس مولوني
- روزيندو هيرنانديز
- بيدرو رودريغز
- إرنستو ليكونا
- عمر ماسكاريل
- آيوزي بيريز
- جوزيف س. هارت
- ليوبولدو أودونيل

## وصلات خارجية
- (بالإسبانية) الموقع الرسمي لمدينة سانتا كروث دي تينيريفه